# Tumulto (álbum)
Tumulto es el primer álbum homónimo del grupo de hard rock chileno Tumulto. A diferencia de sus posteriores trabajos, el álbum debut de Tumulto se caracteriza por ser más próximo al rock latino que al hard rock, con un sonido que, a ratos, se aproxima bastante a Santana.
Originalmente fueron hechas mil copias del LP. El sencillo que incluía Prefiero tinieblas tuvo un gran éxito radial, valiéndole a la banda el reconocimiento del público y los medios de comunicación.

## Lista de canciones
| N.º   | Título                       | Música y letra     | Duración |  |
| 1.    | «Prefiero tinieblas»         | Vergara, Irribarra | 3:48     |  |
| 2.    | «I feel blue»                | Del Río            | 1:43     |  |
| 3.    | «Un consejo»                 | Vergara            | 2:51     |  |
| 4.    | «No soy de nadie, soy feliz» | Del Río            | 2:25     |  |
| 5.    | «Lo lograré»                 | Del Río            | 2:57     |  |
| 6.    | «Razón de vivir»             | Del Río, Moreno    | 2:55     |  |
| 7.    | «El primer error»            | Del Río, Moreno    | 2:43     |  |
| 8.    | «Bolso de colegio»           | Vergara, Del Río   | 3:33     |  |
| 9.    | «Nació Oliver»               | Del Río            | 1:22     |  |
| 10.   | «No importa que no mires»    | Vergara            | 3:41     |  |
| 11.   | «El día aquel»               | Del Río, Moreno    | 2:26     |  |
| 12.   | «Tú, yo y nuestro amor»      | Vergara            | 4:19     |  |
| 34:43 |                              |                    |          |  |

### Pistas adicionales
La reedición de Road Runner incluye dos temas de un sencillo de 1977 que no llegó a editarse.
| N.º | Título                       | Música y letra                | Duración |  |
| 1.  | «Rubia de los ojos celestes» | Olguín, Vergara, Soto, Aranda | 2:36     |  |
| 2.  | «Himno»                      | Olguín, Vergara, Soto, Aranda | 3:17     |  |

## Integrantes
- Alfonso Vergara: Bajo y voz
- Sergio del Río: Guitarra y voz
- Rodolfo Irribarra: Batería

Músico invitado
- Claudio Tapia: Percusión